# Obiekty z listy światowego dziedzictwa UNESCO w Europie
Poniżej przedstawiono wykaz obiektów z listy światowego dziedzictwa UNESCO, położonych w Europie. Listę uporządkowano w kolejności alfabetycznej według państw.

## Albania(3)
| Zdjęcie | Nazwa | Typ | Data wpisu |
| ------- | --- | --- | ---------- |
|         | Butrint (stanowisko archeologiczne) | K   | 1992, 1999 |
|         | Historyczne centra miast Berat i Gjirokastra | K   | 2005, 2008 |
|         | Pradawne i pierwotne lasy bukowe Karpat i innych regionów Europy – wpis transgraniczny położony na terenie Albanii, Austrii, Belgii, Bośni i Hercegowiny, Bułgarii, Chorwacji, Czech, Francji, Hiszpanii, Macedonii Północnej, Niemiec, Polski, Rumunii, Słowacji, Słowenii, Szwajcarii, Ukrainy i Włoch | P   | 2017       |

## Andora(1)
| Zdjęcie | Nazwa                         | Typ | Data wpisu |
| ------- | ----------------------------- | --- | ---------- |
|         | Dolina Madriu-Perafita-Claror | K   | 2004, 2006 |

## Austria(12)
| Zdjęcie | Nazwa | Typ | Data wpisu |
| ------- | --- | --- | ---------- |
|         | Zabytkowe centrum Salzburga | K   | 1996       |
|         | Pałac i ogrody Schönbrunn | K   | 1996       |
|         | Krajobraz kulturowy Hallstatt Dachstein Salzkammergut | K   | 1997       |
|         | Linia kolejowa na Przełęczy Semmering | K   | 1998       |
|         | Historyczne centrum Grazu i zamek Eggenberg | K   | 1999, 2010 |
|         | Krajobraz kulturowy Wachau | K   | 2000       |
|         | Zabytkowe centrum Wiednia (zagrożone) | K   | 2001       |
|         | Krajobraz kulturowy Fertö/Jeziora Nezyderskiego (wspólnie z Węgrami) | K   | 2001       |
|         | Prehistoryczne osady na palach (wspólnie z Francją, Niemcami, Słowenią, Szwajcarią, Włochami) | K   | 2011       |
|         | Pradawne i pierwotne lasy bukowe Karpat i innych regionów Europy – wpis transgraniczny położony na terenie Albanii, Austrii, Belgii, Bośni i Hercegowiny, Bułgarii, Chorwacji, Czech, Francji, Hiszpanii, Macedonii Północnej, Niemiec, Polski, Rumunii, Słowacji, Słowenii, Szwajcarii, Ukrainy i Włoch | P   | 2017       |
|         | Wielkie miasta uzdrowiskowe Europy – wpis transgraniczny położony na terenie Austrii, Belgii, Czech, Francji, Niemiec, Włoch i Wielkiej Brytanii | K   | 2021       |
|         | Granice Imperium Rzymskiego, Limes naddunajski (część zachodnia) – wpis transgraniczny wraz z Niemcami i Słowacją | K   | 2021       |

## Belgia(16)
| Zdjęcie                          | Nazwa | Typ | Data wpisu |
| -------------------------------- | --- | --- | ---------- |
|                                  | Domy beginek (béguinages) w Brugii, Flandria | K   | 1998       |
| Panorama view of the Grand Place | La Grand-Place w Brukseli | K   | 1998       |
|                                  | Cztery Windy na Kanale Centralnym wraz z otoczeniem, La Louvière i Le Rœulx (Hainaut) | K   | 1998       |
|                                  | Miejskie wieże strażnicze (beffroi) we Flandrii, Walonii i północnej Francji (wspólnie z Francją) | K   | 1999, 2005 |
|                                  | Zabytkowe centrum Brugii | K   | 2000       |
|                                  | Główne rezydencje miejskie zaprojektowane przez Victora Hortę (Bruksela) | K   | 2000       |
|                                  | Neolityczne kopalnie krzemienia w Spiennes (Mons) | K   | 2000       |
|                                  | Katedra Notre-Dame w Tournai | K   | 2000       |
|                                  | Zabytkowy zespół: dom, pracownie i muzeum rodów Plantin i Moretus w Antwerpii | K   | 2005       |
|                                  | Pałac Stocleta w Brukseli | K   | 2009       |
|                                  | Stanowiska górnicze w Walonii | K   | 2012       |
|                                  | Architektoniczne dzieła Le Corbusiera, wybitny wkład w ruch modernistyczny (wspólnie z Argentyną, Francją, Niemcami, Indiami, Japonią i Szwajcarią) | K   | 2016       |
|                                  | Pradawne i pierwotne lasy bukowe Karpat i innych regionów Europy – wpis transgraniczny położony na terenie Albanii, Austrii, Belgii, Bośni i Hercegowiny, Bułgarii, Chorwacji, Czech, Francji, Hiszpanii, Macedonii Północnej, Niemiec, Polski, Rumunii, Słowacji, Słowenii, Szwajcarii, Ukrainy i Włoch | P   | 2017       |
|                                  | Wielkie miasta uzdrowiskowe Europy – wpis transgraniczny położony na terenie Austrii, Belgii, Czech, Francji, Niemiec, Włoch i Wielkiej Brytanii | K   | 2021       |
|                                  | Koloniën van Weldadigheid – wpis transgraniczny położony na terenie Belgii i Holandii | K   | 2021       |
|                                  | Miejsca pochówku i pamięci I wojny światowej (Front Zachodni) (wspólnie z Francją) | K   | 2023       |

## Białoruś(4)
| Zdjęcie | Nazwa | Typ | Data wpisu       |
| ------- | --- | --- | ---------------- |
|         | Białowieski Park Narodowy (wspólnie z Polską)                                                                                 | P   | 1979, 1992, 2014 |
|         | Zespół zamkowy w Mirze | K   | 2000             |
|         | Architektoniczny, rezydencjonalny i kulturalny zespół rodu Radziwiłłów w Nieświeżu                                            | K   | 2005             |
|         | Południk Struvego – wpis transgraniczny wraz z Estonią, Finlandią, Litwą, Łotwą, Norwegią, Mołdawią, Rosją, Szwecją i Ukrainą | K   | 2005             |

## Bośnia i Hercegowina(5)
| Zdjęcie | Nazwa | Typ | Data wpisu |
| ------- | --- | --- | ---------- |
|         | Dzielnica Starego Mostu w Mostarze | K   | 2005       |
|         | Most Mehmeda Paszy Sokolovicia w Wiszegradzie | K   | 2007       |
|         | Stećci – średniowieczne cmentarze z kamiennymi nagrobkami (wspólnie z Chorwacją, Czarnogórą i Serbią) | K   | 2016       |
|         | Pradawne i pierwotne lasy bukowe Karpat i innych regionów Europy – wpis transgraniczny położony na terenie Albanii, Austrii, Belgii, Bośni i Hercegowiny, Bułgarii, Chorwacji, Czech, Francji, Hiszpanii, Macedonii Północnej, Niemiec, Polski, Rumunii, Słowacji, Słowenii, Szwajcarii, Ukrainy i Włoch | P   | 2021       |
|         | Jaskinia Vjetrenica, Ravno | P   | 2024       |

## Bułgaria(10)
| Zdjęcie | Nazwa | Typ | Data wpisu |
| ------- | --- | --- | ---------- |
|         | Cerkiew Bojańska koło Sofii | K   | 1979       |
|         | Jeździec Tracki z Madary | K   | 1979       |
|         | Zespół cerkwi wykutych w skale w Iwanowie | K   | 1979       |
|         | Grobowiec tracki z Kazanłyku | K   | 1979       |
|         | Zabytkowe miasto Nesebyr | K   | 1983       |
|         | Park Narodowy Pirynu | P   | 1983, 2010 |
|         | Monastyr Rylski | K   | 1983       |
|         | Rezerwat przyrody Srebyrna | P   | 1983       |
|         | Grobowiec tracki w Swesztari | K   | 1985       |
|         | Pradawne i pierwotne lasy bukowe Karpat i innych regionów Europy – wpis transgraniczny położony na terenie Albanii, Austrii, Belgii, Bośni i Hercegowiny, Bułgarii, Chorwacji, Czech, Francji, Hiszpanii, Macedonii Północnej, Niemiec, Polski, Rumunii, Słowacji, Słowenii, Szwajcarii, Ukrainy i Włoch | P   | 2017       |

## Chorwacja(10)
| Zdjęcie | Nazwa | Typ | Data wpisu |
| ------- | --- | --- | ---------- |
|         | Zabytkowe centrum Splitu wraz z pałacem Dioklecjana | K   | 1979       |
|         | Stare Miasto w Dubrowniku | K   | 1979, 1994 |
|         | Park Narodowy Jezior Plitwickich | P   | 1979, 2000 |
|         | Zespół bazylikalny Eufrazjana na Starym Mieście w Poreču | K   | 1997       |
|         | Zabytkowe miasto Trogir | K   | 1997       |
|         | Katedra św. Jakuba w Szybeniku | K   | 2000       |
|         | Krajobraz kulturowy wyspy Hvar (Równina Starego Gradu) | K   | 2008       |
|         | Stećci – średniowieczne cmentarze z kamiennymi nagrobkami (wspólnie z Bośnią i Hercegowiną, Czarnogórą i Serbią) | K   | 2016       |
|         | Pradawne i pierwotne lasy bukowe Karpat i innych regionów Europy – wpis transgraniczny położony na terenie Albanii, Austrii, Belgii, Bośni i Hercegowiny, Bułgarii, Chorwacji, Czech, Francji, Hiszpanii, Macedonii Północnej, Niemiec, Polski, Rumunii, Słowacji, Słowenii, Szwajcarii, Ukrainy i Włoch | P   | 2017       |
|         | Weneckie dzieła obronne z okresu XVI i XVII wieku: Stato da Terra – zachodnie Stato da Mar – wpis transgraniczny położony na terenie Włoch, Czarnogóry i Chorwacji | K   | 2017       |

## Cypr
Zobacz: Obiekty z listy światowego dziedzictwa UNESCO w Azji

## Czarnogóra(4)
| Zdjęcie | Nazwa | Typ | Data wpisu |
| ------- | --- | --- | ---------- |
|         | Przyrodniczy i Kulturowo-Historyczny Region Kotoru | K   | 1979       |
|         | Park Narodowy Durmitor | P   | 1980, 2005 |
|         | Stećci – średniowieczne cmentarze z kamiennymi nagrobkami (wspólnie z Bośnią i Hercegowiną, Chorwacją i Serbią)                                                    | K   | 2016       |
|         | Weneckie dzieła obronne z okresu XVI i XVII wieku: Stato da Terra – zachodnie Stato da Mar – wpis transgraniczny położony na terenie Włoch, Czarnogóry i Chorwacji | K   | 2017       |

## Czechy(17)
| Zdjęcie | Nazwa | Typ | Data wpisu |
| ------- | --- | --- | ---------- |
|         | Zabytkowe centrum miasta Český Krumlov | K   | 1992       |
|         | Zabytkowe centrum Pragi | K   | 1992       |
|         | Zabytkowe centrum miasta Telč | K   | 1992       |
|         | Sanktuarium pielgrzymkowe św. Jana Nepomucena (Zelená Hora) | K   | 1994       |
|         | Kutná Hora – Stare Miasto z kościołem św. Barbary i katedra Mariacka w dzielnicy Sedlec | K   | 1995       |
|         | Krajobraz kulturowy posiadłości książąt Lichtenstein w regionie Lednice-Valtice | K   | 1996       |
|         | Ogrody i renesansowo-barokowy zamek biskupów ołomunieckich w Kromieryżu | K   | 1998       |
|         | Wieś Holaszowice z zespołem późnobarokowej architektury | K   | 1998       |
|         | Litomyśl – renesansowo-barokowy zamek wraz z ogrodami | K   | 1999       |
|         | Kolumna św. Trójcy w Ołomuńcu | K   | 2000       |
|         | Willa Tugendhatów w Brnie według projektu Miesa van der Rohe | K   | 2001       |
|         | Dzielnica żydowska i bazylika św. Prokopa w Třebíč | K   | 2003       |
|         | Region górniczy Rudaw (wspólnie z Niemcami) | K   | 2019       |
|         | Krajobraz hodowli i treningu ceremonialnych koni pociągowych w Kladrubach nad Labem | K   | 2019       |
|         | Wielkie miasta uzdrowiskowe Europy – wpis transgraniczny położony na terenie Austrii, Belgii, Czech, Francji, Niemiec, Włoch i Wielkiej Brytanii | K   | 2021       |
|         | Pradawne i pierwotne lasy bukowe Karpat i innych regionów Europy – wpis transgraniczny położony na terenie Albanii, Austrii, Belgii, Bośni i Hercegowiny, Bułgarii, Chorwacji, Czech, Francji, Hiszpanii, Macedonii Północnej, Niemiec, Polski, Rumunii, Słowacji, Słowenii, Szwajcarii, Ukrainy i Włoch | P   | 2021       |
|         | Žatec i krajobraz chmielu Saaz | K   | 2023       |

## Dania(12, w tym 3 naGrenlandii)
| Zdjęcie | Nazwa                                                                               | Typ | Data wpisu |
| ------- | ----------------------------------------------------------------------------------- | --- | ---------- |
|         | Jelling – kurhany, kamienie runiczne i kościół                                      | K   | 1994       |
|         | Katedra w Roskilde                                                                  | K   | 1995       |
|         | Fiord Ilulissat (Grenlandia)                                                        | P   | 1996, 2004 |
|         | Zamek Kronborg                                                                      | K   | 2000       |
|         | Stevns Klint                                                                        | P   | 2014       |
|         | Morze Wattowe – wspólnie z Niemcami i Holandią                                      | P   | 2009, 2014 |
|         | Krajobraz polowań par force w północnej Zelandii                                    | K   | 2015       |
|         | Kujataa na Grenlandii – nordycko-innuicki obszar rolniczy na skraju czapy lodowej   | K   | 2017       |
|         | Aasivissuit–Nipisat – tereny polowań Innuitów między lodem a morzem                 | K   | 2018       |
|         | Warownie pierścieniowe z epoki wikingów                                             | K   | 2023       |
|         | Osady braci morawskich – wpis transgraniczny wraz z Niemcami, Wielką Brytanią i USA | K   | 2024       |
|         | Møns Klint                                                                          | P   | 2025       |

## Estonia(2)
| Zdjęcie | Nazwa | Typ | Data wpisu |
| ------- | --- | --- | ---------- |
|         | Zabytkowe centrum Tallinna | K   | 1997       |
|         | Południk Struvego – wpis transgraniczny wraz z Białorusią, Finlandią, Litwą, Łotwą, Norwegią, Mołdawią, Rosją, Szwecją i Ukrainą | K   | 2005       |

## Finlandia(7)
| Zdjęcie | Nazwa | Typ | Data wpisu |
| ------- | --- | --- | ---------- |
|         | Twierdza Suomenlinna | K   | 1991       |
|         | Zabytkowa dzielnica Raumy | K   | 1991       |
|         | Drewniany kościół w Petäjävesi                                                                                                 | K   | 1994       |
|         | Fabryka ścieru i tektury w Verla                                                                                               | K   | 1996       |
|         | Cmentarzysko z epoki brązu w Sammallahdenmäki                                                                                  | K   | 1999       |
|         | Południk Struvego – wpis transgraniczny wraz z Białorusią, Estonią, Litwą, Łotwą, Norwegią, Mołdawią, Rosją, Szwecją i Ukrainą | K   | 2005       |
|         | Archipelag Kvarken (dopisany do Pobrzeża Zachodniobałtyckiego w Szwecji z 2000)                                                | P   | 2006       |

## Francja(53, w tym 5 na terytoriach zależnych)
| Zdjęcie | Nazwa | Typ  | Data wpisu |
| ------- | --- | ---- | ---------- |
|         | Opactwo św. Michała Archanioła na Mont Saint-Michel wraz z zatoką | K    | 1979       |
|         | Katedra w Chartres | K    | 1979       |
|         | Wersal – zespół pałacowo-ogrodowy | K    | 1979       |
|         | Opactwo benedyktyńskie i wzgórze Vézelay | K    | 1979       |
|         | Jaskinie z malowidłami i rytami naskalnymi w dolinie rzeki Vézère (w tym jaskinia Lascaux) | K    | 1979       |
|         | Pałac i park w Fontainebleau | K    | 1981       |
|         | Katedra w Amiens | K    | 1981       |
|         | Teatr rzymski i okolice oraz łuk triumfalny w Orange | K    | 1981       |
|         | Rzymskie i romańskie zabytki Arles | K    | 1981       |
|         | Opactwo cystersów w Fontenay | K    | 1981       |
|         | Królewskie żupy solne w Arc-et-Senans (wpis rozszerzony w 2009) | K    | 1982       |
|         | Place Stanislas, Place de la Carrière i Place d’Alliance w Nancy | K    | 1983       |
|         | Opactwo Saint Savin sur Gartempe | K    | 1983       |
|         | Korsyka – przylądki Girolata i Porto, rezerwat przyrody Scandola i zatoki Piany | P    | 1983       |
|         | Rzymski akwedukt Pont du Gard | K    | 1985       |
|         | Strasburg: od Grande île po Neustadt – europejska scena urbanistyczna | K    | 1988, 2017 |
|         | Nabrzeża Sekwany w Paryżu | K    | 1991       |
|         | Katedra Notre-Dame, opactwo Saint-Remi i pałac arcybiskupi w Reims | K    | 1991       |
|         | Katedra w Bourges | K    | 1992       |
|         | Zabytkowe centrum Awinionu | K    | 1995       |
|         | Canal du Midi | K    | 1996       |
|         | Ufortyfikowane stare miasto w Carcassonne | K    | 1997       |
|         | Pireneje – Mont Perdu/Monte Perdido – wspólnie z Hiszpanią | K, P | 1997, 1999 |
|         | Szlaki pielgrzymkowe do Santiago de Compostela (Droga św. Jakuba) | K    | 1998       |
|         | Zespół zabytkowy w Lyonie | K    | 1998       |
|         | Okręg Saint-Emilion | K    | 1999       |
|         | Miejskie wieże strażnicze (beffroi) we Flandrii, Walonii i północnej Francji – wspólnie z Belgią | K    | 1999, 2005 |
|         | Dolina Loary między Sully-sur-Loire i Chalonnes-sur-Loire | K    | 2000       |
|         | Provins – średniowieczne miasto targowe | K    | 2001       |
|         | Hawr – miasto odbudowane przez Auguste’a Perreta | K    | 2005       |
|         | Port de la Lune (Księżycowy Port) w Bordeaux | K    | 2007       |
|         | Fortyfikacje Vaubana | K    | 2008       |
|         | Laguny Nowej Kaledonii | P    | 2008       |
|         | Episkopalne miasto Albi | K    | 2010       |
|         | Szczyty, kotły i stoki wyspy Reunion | P    | 2010       |
|         | Prehistoryczne osady na palach (wspólnie z Austrią, Niemcami, Słowenią, Szwajcarią, Włochami) | K    | 2011       |
|         | Causses i Sewenny – śródziemnomorski rolniczo-pasterski krajobraz kulturowy | K    | 2011       |
|         | Zagłębie górnicze Nord-Pas-de-Calais | K    | 2012       |
|         | Zdobiona jaskinia Pont d’Arc, znana jako Grotte Chauvet-Pont d’Arc w Ardèche | K    | 2014       |
|         | Mozaika parceli winiarskich (climats) w Burgundii wraz z Beaune i centrum historycznym Dijon | K    | 2015       |
|         | Wzgórza z winnicami, budynki i piwnice w Szampanii | K    | 2015       |
|         | Architektoniczne dzieła Le Corbusiera, wybitny wkład w ruch modernistyczny (wspólnie z Argentyną, Belgią, Niemcami, Indiami, Japonią i Szwajcarią) | K    | 2016       |
|         | Taputapuatea | K    | 2017       |
|         | Chaîne des Puys – arena tektoniczna uskoku Limagne | P    | 2018       |
|         | Francuskie lądy i morza południowe | P    | 2019       |
|         | Wielkie miasta uzdrowiskowe Europy – wpis transgraniczny położony na terenie Austrii, Belgii, Czech, Francji, Niemiec, Włoch i Wielkiej Brytanii | K    | 2021       |
|         | Latarnia morska Cordouan | K    | 2021       |
|         | Pradawne i pierwotne lasy bukowe Karpat i innych regionów Europy – wpis transgraniczny położony na terenie Albanii, Austrii, Belgii, Bośni i Hercegowiny, Bułgarii, Chorwacji, Czech, Francji, Hiszpanii, Macedonii Północnej, Niemiec, Polski, Rumunii, Słowacji, Słowenii, Szwajcarii, Ukrainy i Włoch | P    | 2021       |
|         | Maison Carrée w Nîmes | K    | 2023       |
|         | Wulkany i lasy Montagne Pelée i Pitons północnej Martyniki | P    | 2023       |
|         | Miejsca pochówku i pamięci I wojny światowej (Front Zachodni) (wspólnie z Belgią) | K    | 2023       |
|         | Te Henua Enata – Markizy | K,P  | 2024       |
|         | Budowle megalityczne Carnacu i wybrzeży Morbihanu | K    | 2025       |

## Grecja(20)
| Zdjęcie | Nazwa                                                                                       | Typ  | Data wpisu |
| ------- | ------------------------------------------------------------------------------------------- | ---- | ---------- |
|         | Świątynia Apollina Epikuriosa w Bassaj                                                      | K    | 1986       |
|         | Stanowisko archeologiczne w Delfach                                                         | K    | 1987       |
|         | Akropol ateński                                                                             | K    | 1987       |
|         | Góra Athos                                                                                  | K, P | 1988       |
|         | Stanowisko archeologiczne w Epidauros                                                       | K    | 1988       |
|         | Wczesnochrześcijańskie i bizantyńskie zabytki w Salonikach                                  | K    | 1988       |
|         | Klasztory Meteory                                                                           | K, P | 1988       |
|         | Średniowieczne miasto Rodos                                                                 | K    | 1988       |
|         | Twierdza i miasto bizantyjskie w Mistrze                                                    | K    | 1989       |
|         | Stanowisko archeologiczne w Olimpii                                                         | K    | 1989       |
|         | Klasztory Dafni w Attyce, Osios Loukas w Beocji i Nea Moni na Chios                         | K    | 1990       |
|         | Wyspa Delos                                                                                 | K    | 1990       |
|         | Pythagorion i Herajon na wyspie Samos                                                       | K    | 1992       |
|         | Stanowiska archeologiczne w Werginie                                                        | K    | 1996       |
|         | Stanowiska archeologiczne w Mykenach i Tirynsie                                             | K    | 1996       |
|         | Zabytkowe centrum (chora) z klasztorem św. Jana Teologa i Grotą Apokalipsy na wyspie Patmos | K    | 1999       |
|         | Stare miasto w Korfu                                                                        | K    | 2007       |
|         | Stanowisko archeologiczne Filippi                                                           | K    | 2016       |
|         | Krajobraz kulturowy Zagori                                                                  | K    | 2023       |
|         | Minojskie ośrodki pałacowe                                                                  | K    | 2025       |

## Hiszpania(50, w tym 4 naWyspach Kanaryjskich)
| Zdjęcie | Nazwa | Typ  | Data wpisu |
| ------- | --- | ---- | ---------- |
|         | Zespół zabytkowy w Kordobie | K    | 1984, 1994 |
|         | Alhambra, ogrody Generalife, twierdza Albaicín w Grenadzie | K    | 1984, 1994 |
|         | Katedra w Burgos | K    | 1984       |
|         | Klasztor i pałac Escorial pod Madrytem | K    | 1984       |
|         | Dzieła A. Gaudiego w Barcelonie: Park Güell, Pałac Güell, Casa Milà, Casa Vicens, fasada Narodzenia Pańskiego i krypta katedry Sagrada Familia, Casa Batlló i krypta w Colonia Güell | K    | 1984, 2005 |
|         | Jaskinia Altamira i paleolityczna sztuka jaskiniowa północnej Hiszpanii | K    | 1985, 2008 |
|         | Zespół zabytkowy w Segowii i akwedukt | K    | 1985       |
|         | Oviedo – zespół zabytkowy i kościoły z czasów królestwa Asturii | K    | 1985, 1998 |
|         | Zespół zabytkowy w Santiago de Compostela | K    | 1985       |
|         | Zespół zabytkowy w Ávili wraz z kościołami extra-muros | K    | 1985       |
|         | Architektura w stylu mudejar w Aragonii | K    | 1986, 2001 |
|         | Zespół zabytkowy w Toledo | K    | 1986       |
|         | Park Narodowy Garajonay | P    | 1986       |
|         | Zespół zabytkowy w Cáceres | K    | 1986       |
|         | Katedra, alkazar i Główne Archiwum Indii w Sewilli | K    | 1987       |
|         | Zespół zabytkowy w Salamance | K    | 1988       |
|         | Opactwo w Poblet | K    | 1991       |
|         | Zespół archeologiczny w Méridzie | K    | 1993       |
|         | Królewski klasztor Santa Maria de Guadalupe | K    | 1993       |
|         | Droga pielgrzymkowa do Santiago de Compostela (Droga św. Jakuba) | K    | 1993, 2015 |
|         | Park Narodowy Doñana | P    | 1994       |
|         | Zabytkowe miasto warowne Cuenca | K    | 1996       |
|         | Giełda Jedwabiu (Lonja de la Seda) w Walencji | K    | 1996       |
|         | Kopalnie złota Las Medulas | K    | 1997       |
|         | Pałac Muzyki Katalońskiej (Palau de la Música Catalana) i szpital św. Pawła (Sant Pau) w Barcelonie | K    | 1997       |
|         | Klasztory Yuso i Suso w San Millán de la Cogolla | K    | 1997       |
|         | Pireneje – Monte Perdido/Mont Perdu – wspólnie z Francją | K, P | 1997, 1999 |
|         | Sztuka naskalna basenu Morza Śródziemnego na Półwyspie Iberyjskim | K    | 1998       |
|         | Prehistoryczna sztuka naskalna w dolinie Côa i Siega Verde (wpis transgraniczny wraz z Portugalią) | K    | 1998, 2010 |
|         | Uniwersytet i dzielnica zabytkowa w Alcalá de Henares | K    | 1998       |
|         | Ibiza – różnorodność biologiczna i kulturowa | K, P | 1999       |
|         | San Cristóbal de La Laguna na Wyspach Kanaryjskich | K    | 1999       |
|         | Stanowisko archeologiczne Atapuerca | K    | 2000       |
|         | Zespół katalońskich kościołów romańskich w Vall de Boí | K    | 2000       |
|         | Zespół archeologiczny Tarraco | K    | 2000       |
|         | Gaj palmowy w Elche | K    | 2000       |
|         | Rzymskie mury obronne w Lugo | K    | 2000       |
|         | Krajobraz kulturowy Aranjuezu | K    | 2000       |
|         | Renesansowe zespoły zabytkowe Úbeda i Baeza | K    | 2003       |
|         | Most Biskajski | K    | 2006       |
|         | Park Narodowy Teide na Wyspach Kanaryjskich | P    | 2007       |
|         | Wieża Herkulesa | K    | 2009       |
|         | Krajobraz kulturowy Serra de Tramuntana | K    | 2011       |
|         | Kopalnie rtęci w Almadén i Idriji (wspólnie ze Słowenią) | K    | 2012       |
|         | Stanowisko dolmenów w Antequerze | K    | 2016       |
|         | Pradawne i pierwotne lasy bukowe Karpat i innych regionów Europy – wpis transgraniczny położony na terenie Albanii, Austrii, Belgii, Bośni i Hercegowiny, Bułgarii, Chorwacji, Czech, Francji, Hiszpanii, Macedonii Północnej, Niemiec, Polski, Rumunii, Słowacji, Słowenii, Szwajcarii, Ukrainy i Włoch | P    | 2017       |
|         | Kalifackie miasto Medina Azahara | K    | 2018       |
|         | Krajobraz kulturowy Risco Caído i świętych gór Gran Canarii | K    | 2019       |
|         | Paseo del Prado i Buen Retiro, krajobraz sztuki i nauki | K    | 2021       |
|         | Miejsca prehistoryczne talajockiej Menorki | K    | 2023       |

## Holandia(12, w tym 1 naCuraçao)
| Zdjęcie | Nazwa                                                                                    | Typ | Data wpisu |
| ------- | ---------------------------------------------------------------------------------------- | --- | ---------- |
|         | Schokland i okolice                                                                      | K   | 1995       |
|         | Holenderskie wodne linie obronne                                                         | K   | 1995, 2021 |
|         | Wiatraki w regionie Kinderdijk-Elshout                                                   | K   | 1997       |
|         | Strefa zabytkowa w Willemstad, centrum miasta i port (Curaçao)                           | K   | 1997       |
|         | Woudagemaal – stacja pomp parowych                                                       | K   | 1998       |
|         | Droogmakerij de Beemster (Polder Beemster)                                               | K   | 1999       |
|         | Rietveld Schröderhuis (Dom Rietvelda) w Utrechcie                                        | K   | 2000       |
|         | Morze Wattowe (wspólnie z Niemcami i Danią)                                              | P   | 2009, 2014 |
|         | XVII-wieczny pierścień kanałów w Amsterdamie                                             | K   | 2010       |
|         | Van Nellefabriek w Rotterdamie                                                           | K   | 2014       |
|         | Koloniën van Weldadigheid – wpis transgraniczny położony na terenie Belgii i Holandii    | K   | 2021       |
|         | Granice Imperium Rzymskiego, dolny limes niemiecki – wpis transgraniczny wraz z Niemcami | K   | 2021       |
|         | Planetarium Eisingi we Franeker                                                          | K   | 2023       |

## Irlandia(2)
| Zdjęcie | Nazwa                                                                               | Typ | Data wpisu |
| ------- | ----------------------------------------------------------------------------------- | --- | ---------- |
|         | Zespół zabytków archeologicznych w dolinie Brú na Bóinne (Newgrange, Knowth, Dowth) | K   | 1993       |
|         | Zespół klasztorny na wyspie Skellig Michael                                         | K   | 1996       |

## Islandia(3)
| Zdjęcie | Nazwa                                                      | Typ | Data wpisu |
| ------- | ---------------------------------------------------------- | --- | ---------- |
|         | Park Narodowy Þingvellir                                   | K   | 2004       |
|         | Wyspa Surtsey                                              | P   | 2008       |
|         | Park Narodowy Vatnajökull – dynamiczna natura ognia i lodu | P   | 2019       |

## Litwa(5)
| Zdjęcie | Nazwa | Typ | Data wpisu |
| ------- | --- | --- | ---------- |
|         | Stare Miasto w Wilnie | K   | 1994       |
|         | Mierzeja Kurońska – wspólnie z Rosją                                                                                               | K   | 2000       |
|         | Stanowisko archeologiczne w Kiernowie (Kernave)                                                                                    | K   | 2004       |
|         | Południk Struvego – wpis transgraniczny wraz z Białorusią, Estonią, Finlandią, Łotwą, Norwegią, Mołdawią, Rosją, Szwecją i Ukrainą | K   | 2005       |
|         | Modernistyczne Kowno: architektura optymizmu, 1919–1939                                                                            | K   | 2023       |

## Luksemburg(1)
| Zdjęcie | Nazwa                                                       | Typ | Data wpisu |
| ------- | ----------------------------------------------------------- | --- | ---------- |
|         | Zabytkowe dzielnice miasta Luksemburg wraz z fortyfikacjami | K   | 1994       |

## Łotwa(3)
| Zdjęcie | Nazwa | Typ | Data wpisu |
| ------- | --- | --- | ---------- |
|         | Stare Miasto w Rydze | K   | 1997       |
|         | Południk Struvego – wpis transgraniczny wraz z Białorusią, Estonią, Finlandią, Litwą, Norwegią, Mołdawią, Rosją, Szwecją i Ukrainą | K   | 2005       |
|         | Stare miasto Kuldyga | K   | 2023       |

## Macedonia Północna(2)
| Zdjęcie | Nazwa | Typ  | Data wpisu |
| ------- | --- | ---- | ---------- |
|         | Miasto Ochryda z jeziorem | K, P | 1980       |
|         | Pradawne i pierwotne lasy bukowe Karpat i innych regionów Europy – wpis transgraniczny położony na terenie Albanii, Austrii, Belgii, Bośni i Hercegowiny, Bułgarii, Chorwacji, Czech, Francji, Hiszpanii, Macedonii Północnej, Niemiec, Polski, Rumunii, Słowacji, Słowenii, Szwajcarii, Ukrainy i Włoch | P    | 2021       |

## Malta(3)
| Zdjęcie | Nazwa                                                                                               | Typ | Data wpisu |
| ------- | --------------------------------------------------------------------------------------------------- | --- | ---------- |
|         | Valletta                                                                                            | K   | 1980       |
|         | Hypogeum Ħal Saflieni                                                                               | K   | 1980       |
|         | Świątynie megalityczne na Malcie i Gozo – Ġgantija, Ħaġar Qim, Mnajdra, Ta’ Ħaġrat, Skorba, Tarxien | K   | 1980, 1992 |

## Mołdawia(1)
| Zdjęcie | Nazwa | Typ | Data wpisu |
| ------- | --- | --- | ---------- |
|         | Południk Struvego – wpis transgraniczny wraz z Białorusią, Estonią, Finlandią, Litwą, Łotwą, Norwegią, Rosją, Szwecją i Ukrainą | K   | 2005       |

## Niemcy(55)
| Zdjęcie | Nazwa | Typ | Data wpisu       |
| ------- | --- | --- | ---------------- |
|         | Katedra w Akwizgranie | K   | 1978             |
|         | Katedra w Spirze | K   | 1981             |
|         | Pałac arcybiskupi w Würzburgu, ogrody pałacowe i Plac Rezydencji | K   | 1981             |
|         | Kościół pielgrzymkowy w Wies | K   | 1983             |
|         | Pałace Augustusburg i Falkenlust w Brühl | K   | 1984             |
|         | Katedra Mariacka i Kościół św. Michała w Hildesheim | P   | 1985             |
|         | Zabytki rzymskie (Porta Nigra, most rzymski, Termy Cesarskie, amfiteatr rzymski, Barbarathermen, Bazylika Konstantyna), katedra św. Piotra i kościół Mariacki w Trewirze | K   | 1986             |
|         | Lubeka – miasto hanzeatyckie | P   | 1987             |
|         | Granice Cesarstwa Rzymskiego – Wał Hadriana, Wał Antonina i rzymski limes w Niemczech – wspólnie z Wielką Brytanią | K   | 1987, 2005, 2008 |
|         | Pałace i zespoły parkowe w Poczdamie i Berlinie | K   | 1990             |
|         | Opactwo i klasztor Altenmünster w Lorsch | K   | 1991             |
|         | Goslar – zabytki architektury średniowiecznej i renesansowej oraz kopalnie rud miedzi i srebra w Rammelsberg | K   | 1992, 2010       |
|         | Bamberg – średniowieczna starówka | K   | 1993             |
|         | Opactwo Maulbronn – średniowieczny cysterski zespół klasztorny z XII–XIV wieku | K   | 1993             |
|         | Kolegiata, zamek i Stare Miasto w Quedlinburgu | K   | 1994             |
|         | Huta żelaza z XIX–XX wieku w Völklingen | K   | 1994             |
|         | Kopalnia skamielin fauny i flory trzeciorzędowej z epoki eocenu w Messel koło Darmstadt | P   | 1995             |
|         | Budynki Bauhausu w Weimarze, Dessau i Bernau | K   | 1996, 2017       |
|         | Katedra w Kolonii | K   | 1996             |
|         | Zabytki upamiętniające pobyt Lutra w Eisleben i Wittenberdze | K   | 1996             |
|         | Weimar – zespół architektury klasycystycznej z epoki Johanna Wolfganga Goethego | K   | 1998             |
|         | Museumsinsel (Wyspa Muzeów) w Berlinie | K   | 1999             |
|         | Zamek Wartburg koło Eisenach | K   | 1999             |
|         | Ogrody Królewskie Dessau-Wörlitz | K   | 2000             |
|         | Wyspa klasztorna Reichenau na Jeziorze Bodeńskim | K   | 2000             |
|         | Kompleks przemysłowy kopalni i koksowni Zollverein w Essen | K   | 2001             |
|         | Zabytki doliny środkowego Renu | K   | 2002             |
|         | Stralsund i Wismar – średniowieczne miasta hanzeatyckie | K   | 2002             |
|         | Park Mużakowski (Muskauer Park) – wspólnie z Polską | K,P | 2004             |
|         | Krajobraz kulturowy doliny Łaby w okolicach Drezna (skreślone w 2009) | K   | 2004             |
|         | Ratusz i posąg Rolanda w Bremie | K   | 2004             |
|         | Stare Miasto w Ratyzbonie | K   | 2006             |
|         | Modernistyczne osiedla mieszkaniowe w Berlinie | K   | 2008             |
|         | Morze Wattowe – wspólnie z Holandią i Danią | P   | 2009, 2014       |
|         | Fabryka obuwia Fagus w Alfeldzie | K   | 2011             |
|         | Pradawne i pierwotne lasy bukowe Karpat i innych regionów Europy – wpis transgraniczny położony na terenie Albanii, Austrii, Belgii, Bośni i Hercegowiny, Bułgarii, Chorwacji, Czech, Francji, Hiszpanii, Macedonii Północnej, Niemiec, Polski, Rumunii, Słowacji, Słowenii, Szwajcarii, Ukrainy i Włoch | P   | 2007, 2011, 2017 |
|         | Prehistoryczne osady na palach (wspólnie z Austrią, Francją, Słowenią, Szwajcarią, Włochami) | K   | 2011             |
|         | Opera Margrabiów w Bayreuth | K   | 2012             |
|         | Park Wilhelmshöhe w Kassel | K   | 2013             |
|         | Westwerk i Opactwo Corvey z epoki Karolingów | K   | 2014             |
|         | Speicherstadt i Kontorhausviertel z Chilehaus | K   | 2015             |
|         | Architektoniczne dzieła Le Corbusiera, wybitny wkład w ruch modernistyczny (wspólnie z Argentyną, Belgią, Francją, Indiami, Japonią i Szwajcarią) | K   | 2016             |
|         | Jaskinie i sztuka epoki lodowej w Jurze Szwabskiej | K   | 2017             |
|         | Archeologiczny zespół graniczny Hedeby i Danevirke | K   | 2018             |
|         | Katedra w Naumburgu | K   | 2018             |
|         | Region górniczy Rudaw (wspólnie z Czechami) | K   | 2019             |
|         | System gospodarki wodnej w Augsburgu | K   | 2019             |
|         | Wielkie miasta uzdrowiskowe Europy – wpis transgraniczny położony na terenie Austrii, Belgii, Czech, Francji, Niemiec, Włoch i Wielkiej Brytanii | K   | 2021             |
|         | Mathildenhöhe Darmstadt | K   | 2021             |
|         | Granice Imperium Rzymskiego, dolny limes niemiecki – wpis transgraniczny wraz z Holandią | K   | 2021             |
|         | Granice Imperium Rzymskiego, Limes naddunajski (część zachodnia) – wpis transgraniczny wraz z Austrią i Słowacją | K   | 2021             |
|         | Miejsca związane z dziedzictwem żydowskim w Spirze, Worms i Moguncji | K   | 2021             |
|         | Żydowsko-średniowieczne dziedzictwo Erfurtu | K   | 2023             |
|         | Osady braci morawskich – wpis transgraniczny wraz z Danią, Wielką Brytanią i USA | K   | 2024             |
|         | Zespół rezydencjalny Schwerin | K   | 2024             |
|         | Pałace króla Ludwika II Bawarskiego: Neuschwanstein, Linderhof, Schachen i Herrenchiemsee | K   | 2025             |

## Norwegia(8)
| Zdjęcie | Nazwa | Typ | Data wpisu |
| ------- | --- | --- | ---------- |
|         | Bryggen – szereg zabytkowych budynków w Bergen                                                                                      | K   | 1979       |
|         | Urnes stavkirke – kościół klepkowy w Urnes                                                                                          | K   | 1979       |
|         | Miasto Røros | K   | 1980, 2010 |
|         | Rysunki naskalne z Alty | P   | 1985       |
|         | Vegaøyan – archipelag Vega | K   | 2004       |
|         | Południk Struvego (K) – wpis transgraniczny wraz z Białorusią, Estonią, Finlandią, Litwą, Łotwą, Mołdawią, Rosją, Szwecją i Ukrainą | K   | 2005       |
|         | Fiordy zachodniej Norwegii – Geirangerfjord i Nærøyfjord                                                                            | P   | 2005       |
|         | Stanowisko dziedzictwa przemysłowego Rjukan-Notodden                                                                                | K   | 2015       |

## Polska(17)
Polska jest jednym z pierwszych państw-sygnatariuszy Konwencji dziedzictwa światowego i jednym z czołowych reprezentantów na liście światowego dziedzictwa. Zgodnie ze stanem z lipca 2021 roku, zostało na nią wpisanych 17 polskich dóbr.
Część miast i obiektów w Polsce, znajdujących się na liście światowego dziedzictwa UNESCO skupiły się w Ligę Polskich Miast i Miejsc UNESCO.
| Zdjęcie | Opis | Typ | Data wpisu       |
| ------- | --- | --- | ---------------- |
|         | Stare Miasto w Krakowie | K   | 1978             |
|         | Królewskie Kopalnie Soli w Wieliczce i Bochni | K   | 1978, 2013       |
|         | Auschwitz-Birkenau. Niemiecki nazistowski obóz koncentracyjny i zagłady (1940–1945) | K   | 1979             |
|         | Białowieski Park Narodowy – (wspólnie z Białorusią) | P   | 1979, 1992, 2014 |
|         | Stare Miasto w Warszawie | K   | 1980             |
|         | Stare Miasto w Zamościu – przykład renesansowej zabudowy miejskiej | K   | 1992             |
|         | Średniowieczny zespół miejski Torunia | K   | 1997             |
|         | Zamek Krzyżacki w Malborku | K   | 1997             |
|         | Kalwaria Zebrzydowska – manierystyczny zespół architektoniczny i krajobrazowy oraz park pielgrzymkowy z XVII w. | K   | 1999             |
|         | Kościoły Pokoju w Jaworze i Świdnicy | K   | 2001             |
|         | Drewniane kościoły południowej Małopolski – Binarowa, Blizne, Dębno Podhalańskie, Haczów, Lipnica Murowana, Sękowa | K   | 2003             |
|         | Park Mużakowski nad rzeką Nysą (wspólnie z Niemcami) | K   | 2004             |
|         | Hala Stulecia (Hala Ludowa) we Wrocławiu | K   | 2006             |
|         | Drewniane cerkwie regionu karpackiego w Polsce i na Ukrainie (wspólnie z Ukrainą) | K   | 2013             |
|         | Kopalnia rud ołowiu, srebra i cynku wraz z systemem gospodarowania wodami podziemnymi w Tarnowskich Górach | K   | 2017             |
|         | Krzemionki – pradziejowe kopalnie krzemienia | K   | 2019             |
|         | Pradawne i pierwotne lasy bukowe Karpat i innych regionów Europy – wpis transgraniczny położony na terenie Albanii, Austrii, Belgii, Bośni i Hercegowiny, Bułgarii, Chorwacji, Czech, Francji, Hiszpanii, Macedonii Północnej, Niemiec, Polski, Rumunii, Słowacji, Słowenii, Szwajcarii, Ukrainy i Włoch | P   | 2021             |

## Portugalia(17, w tym 2 naAzorach, 1 naMaderze)
| Zdjęcie | Nazwa | Typ | Data wpisu |
| ------- | --- | --- | ---------- |
|         | Historyczne centrum Angra do Heroísmo na Azorach                                                                                  | K   | 1983       |
|         | Klasztor dos Jeronimos i wieża Belém w Lizbonie                                                                                   | K   | 1983       |
|         | Klasztor w Batalha | K   | 1983       |
|         | Klasztor Zakonu Chrystusa w Tomarze                                                                                               | K   | 1983       |
|         | Historyczne centrum Évory | K   | 1986       |
|         | Opactwo Cystersów w Alcobaça | K   | 1989       |
|         | Krajobraz kulturowy Sintry (rejon Sintry na pn. stokach Serra de Sintra)                                                          | K   | 1995       |
|         | Historyczne centrum Porto | K   | 1996       |
|         | Prehistoryczna sztuka naskalna w dolinie Côa i paleolityczna sztuka naskalna w Siega Verde (wpis transgraniczny wraz z Hiszpanią) | K   | 1998, 2010 |
|         | Lasy wawrzynowe na Maderze | P   | 1999       |
|         | Alto Douro – region winny górnego Duero                                                                                           | K   | 2001       |
|         | Historyczne centrum Guimarães i Strefa Couros                                                                                     | K   | 2001, 2023 |
|         | Krajobrazy winnic na wyspie Pico (Azory)                                                                                          | K   | 2004       |
|         | Miasto graniczne Elvas i jego fortyfikacje                                                                                        | K   | 2012       |
|         | Uniwersytet w Coimbrze | K   | 2013       |
|         | Królewski kompleks w Mafrze – pałac, bazylika, klasztor, ogród Cerco i park polowań Tapada                                        | K   | 2019       |
|         | Sanktuarium Bom Jesus do Monte w Bradze                                                                                           | K   | 2019       |

## Rosja, część europejska (21)
| Zdjęcie | Nazwa | Typ | Data wpisu |
| ------- | --- | --- | ---------- |
|         | Zabytkowe centrum Sankt Peterbsburga i pobliskie zabytki                                                                                  | K   | 1990       |
|         | Cerkwie na wyspie Kiży na jeziorze Onega                                                                                                  | K   | 1990       |
|         | Kreml moskiewski i Plac Czerwony w Moskwie                                                                                                | K   | 1990       |
|         | Zabytki historyczne Nowogrodu Wielkiego i okolic                                                                                          | K   | 1992       |
|         | Zespół historyczny, kulturalny i naturalny Wysp Sołowieckich                                                                              | K   | 1992       |
|         | Zabytki Włodzimierza i Suzdalu oraz cerkiew Borysa i Gleba w Kidekszy                                                                     | K   | 1992       |
|         | Siergijew Posad – zespół architektoniczny Ławry Troicko-Siergijewskiej                                                                    | K   | 1993       |
|         | Cerkiew Wniebowstąpienia Pańskiego w Kołomienskoje                                                                                        | K   | 1994       |
|         | Dziewicze lasy Komi (Park Narodowy „Jugyd Wa” i Peczorsko-Iłycki Rezerwat Biosfery)                                                       | P   | 1995       |
|         | Zespół architektoniczny i zabytkowy Kremla w Kazaniu                                                                                      | K   | 2000       |
|         | Zespół Monasteru Terapontowskiego | K   | 2000       |
|         | Mierzeja Kurońska – wspólnie z Litwą | K   | 2000       |
|         | Zespół klasztoru Nowodziewiczego | K   | 2004       |
|         | Zabytkowe centrum Jarosławia nad Wołgą | K   | 2005       |
|         | Południk Struvego – wpis transgraniczny wraz z Białorusią, Estonią, Finlandią, Litwą, Łotwą, Norwegią, Mołdawią, Rosją, Szwecją i Ukrainą | K   | 2005       |
|         | Kompleks historyczny i archeologiczny Bułgar                                                                                              | K   | 2014       |
|         | Katedra i Monaster Zaśnięcia Matki Bożej w Swijażsku                                                                                      | K   | 2017       |
|         | Kościoły pskowskiej szkoły architektonicznej                                                                                              | K   | 2019       |
|         | Petroglify nad Jeziorem Onega i Morzem Białym                                                                                             | K   | 2021       |
|         | Obserwatoria astronomiczne Kazańskiego Uniwersytetu Państwowego                                                                           | K   | 2023       |
|         | Krajobraz kulturowy jeziora Kienoziero | K   | 2024       |

## Rumunia(11)
| Zdjęcie | Nazwa | Typ | Data wpisu |
| ------- | --- | --- | ---------- |
|         | Delta Dunaju | P   | 1991       |
|         | Wioski z kościołami obronnymi w Siedmiogrodzie | K   | 1993, 1999 |
|         | Monastyr w Horezu | K   | 1993       |
|         | Malowane cerkwie północnej Mołdawii | K   | 1993, 2010 |
|         | Stare Miasto Sighișoary | K   | 1999       |
|         | Drewniane cerkwie Marmaroszu | K   | 1999       |
|         | Fortece dackie w górach Orăștie | K   | 1999       |
|         | Pradawne i pierwotne lasy bukowe Karpat i innych regionów Europy – wpis transgraniczny położony na terenie Albanii, Austrii, Belgii, Bośni i Hercegowiny, Bułgarii, Chorwacji, Czech, Francji, Hiszpanii, Macedonii Północnej, Niemiec, Polski, Rumunii, Słowacji, Słowenii, Szwajcarii, Ukrainy i Włoch | P   | 2017       |
|         | Roșia Montană – krajobraz górniczy (zagrożone) | K   | 2021       |
|         | Monumentalny zespół Brâncușiego w Târgu Jiu | K   | 2024       |
|         | Granice Cesarstwa Rzymskiego – Dacja | K   | 2024       |

## San Marino(1)
| Zdjęcie | Nazwa                                              | Typ | Data wpisu |
| ------- | -------------------------------------------------- | --- | ---------- |
|         | Historyczne centrum San Marino i góra Monte Titano | K   | 2008       |

## Serbia(5[a])
| Zdjęcie | Nazwa | Typ | Data wpisu |
| ------- | --- | --- | ---------- |
|         | Zabytkowe miasto Stari Ras z monasterem Sopoćani                                                                                                  | K   | 1979       |
|         | Monaster Studenica | K   | 1986       |
|         | Średniowieczne zabytki Kosowa (Monaster Visoki Dečani, monaster Gračanica, Cerkiew Bogurodzicy Ljeviškiej w Prizrenie i monaster Peć) (zagrożone) | K   | 2004, 2006 |
|         | Gamzigrad-Romuliana – pałac Galeriusza | K   | 2007       |
|         | Stećci – średniowieczne cmentarze z kamiennymi nagrobkami (wspólnie z Bośnią i Hercegowiną, Chorwacją i Czarnogórą)                               | K   | 2016       |

## Słowacja(8)
| Zdjęcie | Nazwa | Typ | Data wpisu              |
| ------- | --- | --- | ----------------------- |
|         | Bańska Szczawnica – średniowieczne miasto górnicze | K   | 1993                    |
|         | Wilkoliniec – skansen architektury ludowej | K   | 1993                    |
|         | Levoča, Zamek Spiski i związane z nim zabytki, Spiska Kapituła i kościół we wsi Żehra | K   | 1993 rozszerzono w 2009 |
|         | Jaskinie Krasu Węgierskiego (Aggtelek) i Krasu Słowackiego (wpis rozszerzony w 2000 roku o Dobszyńską Jaskinię Lodową w Słowackim Raju) – wspólnie z Węgrami | P   | 1995, 2000              |
|         | Bardejów – średniowieczne miasto obronne; dobrze zachowany zespół miejski z dzielnicą żydowską | K   | 2000                    |
|         | Pradawne i pierwotne lasy bukowe Karpat i innych regionów Europy – wpis transgraniczny położony na terenie Albanii, Austrii, Belgii, Bośni i Hercegowiny, Bułgarii, Chorwacji, Czech, Francji, Hiszpanii, Macedonii Północnej, Niemiec, Polski, Rumunii, Słowacji, Słowenii, Szwajcarii, Ukrainy i Włoch | P   | 2007, 2011, 2017, 2021  |
|         | Drewniane kościoły w słowackich Karpatach | K   | 2008                    |
|         | Granice Imperium Rzymskiego, Limes naddunajski (część zachodnia) – wpis transgraniczny wraz z Austrią i Niemcami | K   | 2021                    |

## Słowenia(5)
| Zdjęcie | Nazwa | Typ | Data wpisu |
| ------- | --- | --- | ---------- |
|         | Jaskinie Szkocjańskie – system jaskiń krasowych znacznych rozmiarów | P   | 1986       |
|         | Prehistoryczne osady na palach (wspólnie z Austrią, Francją, Niemcami, Szwajcarią, Włochami) | K   | 2011       |
|         | Kopalnie rtęci w Almadén i Idriji (wspólnie z Hiszpanią) | K   | 2012       |
|         | Pradawne i pierwotne lasy bukowe Karpat i innych regionów Europy – wpis transgraniczny położony na terenie Albanii, Austrii, Belgii, Bośni i Hercegowiny, Bułgarii, Chorwacji, Czech, Francji, Hiszpanii, Macedonii Północnej, Niemiec, Polski, Rumunii, Słowacji, Słowenii, Szwajcarii, Ukrainy i Włoch | P   | 2017       |
|         | Dzieło Jože Plečnika w Lublanie – urbanistyka na skalę człowieka | K   | 2021       |

## Szwajcaria(13)
| Zdjęcie | Nazwa | Typ | Data wpisu |
| ------- | --- | --- | ---------- |
|         | Opactwo Sankt Gallen | K   | 1983       |
|         | Klasztor benedyktynów św. Jana w Müstair | K   | 1983       |
|         | Zespół zabytkowy w Bernie | K   | 1983       |
|         | Trzy zamki, mury i fortyfikacje miasta Bellinzona | K   | 2000       |
|         | Jungfrau-Aletsch-Bietschhorn | P   | 2001, 2007 |
|         | Monte San Giorgio (wpis transgraniczny wraz z Włochami) | P   | 2003, 2010 |
|         | Winnice w Lavaux | K   | 2007       |
|         | Linie Kolei Retyckiej przez przełęcze Albula i Bernina (wpis transgraniczny z Włochami) | K   | 2008       |
|         | Szwajcarska arena tektoniczna Sardona | P   | 2008       |
|         | Układ urbanizacyjny miast zegarmistrzowskich La Chaux-de-Fonds / Le Locle | K   | 2009       |
|         | Prehistoryczne osady na palach (wspólnie z Austrią, Francją, Niemcami, Słowenią, Włochami) | K   | 2011       |
|         | Architektoniczne dzieła Le Corbusiera, wybitny wkład w ruch modernistyczny (wspólnie z Argentyną, Belgią, Francją, Niemcami, Indiami i Japonią) | K   | 2016       |
|         | Pradawne i pierwotne lasy bukowe Karpat i innych regionów Europy – wpis transgraniczny położony na terenie Albanii, Austrii, Belgii, Bośni i Hercegowiny, Bułgarii, Chorwacji, Czech, Francji, Hiszpanii, Macedonii Północnej, Niemiec, Polski, Rumunii, Słowacji, Słowenii, Szwajcarii, Ukrainy i Włoch | P   | 2021       |

## Szwecja(15)
| Zdjęcie | Nazwa | Typ  | Data wpisu |
| ------- | --- | ---- | ---------- |
|         | Rezydencja królewska Drottningholm                                                                                               | K    | 1991       |
|         | Osady wikingów w Birka i Hovgården                                                                                               | K    | 1993       |
|         | Odlewnia żelaza Engelsberg | K    | 1993       |
|         | Rysunki naskalne w Tanum | K    | 1994       |
|         | Cmentarz leśny Skogskyrkogården w Sztokholmie                                                                                    | K    | 1994       |
|         | Hanzeatyckie miasto Visby | K    | 1995       |
|         | Kraina Laponii | K, P | 1996       |
|         | Miasto-kościół Gammelstad w Luleå                                                                                                | K    | 1996       |
|         | Port morski w Karlskronie | K    | 1998       |
|         | Pobrzeże Zachodniobotnickie wraz z Archipelagiem Kvarken wraz z Finlandią                                                        | P    | 2000, 2006 |
|         | Krajobraz rolniczy południowej Olandii                                                                                           | K    | 2000       |
|         | Strefa górnicza Wielkiej Góry rudy Miedzianej w Falun                                                                            | K    | 2001       |
|         | Radiostacja Varberg w Grimeton                                                                                                   | K    | 2004       |
|         | Południk Struvego – wpis transgraniczny wraz z Białorusią, Estonią, Finlandią, Litwą, Łotwą, Norwegią, Mołdawią, Rosją i Ukrainą | K    | 2005       |
|         | Zdobione domy wiejskie w Hälsingland                                                                                             | K    | 2012       |

## Ukraina(8[b])
| Zdjęcie | Nazwa | Typ | Data wpisu       |
| ------- | --- | --- | ---------------- |
|         | Ławra Peczerska i Sobór Sofijski w Kijowie (zagrożone) | K   | 1990, 2005       |
|         | Stare Miasto we Lwowie (zagrożone) | K   | 1998             |
|         | Południk Struvego – wpis transgraniczny wraz z Białorusią, Estonią, Finlandią, Litwą, Łotwą, Norwegią, Mołdawią, Rosją i Szwecją | K   | 2005             |
|         | Pradawne i pierwotne lasy bukowe Karpat i innych regionów Europy – wpis transgraniczny położony na terenie Albanii, Austrii, Belgii, Bośni i Hercegowiny, Bułgarii, Chorwacji, Czech, Francji, Hiszpanii, Macedonii Północnej, Niemiec, Polski, Rumunii, Słowacji, Słowenii, Szwajcarii, Ukrainy i Włoch | P   | 2007, 2011, 2017 |
|         | Rezydencja prawosławnych metropolitów Bukowiny i Dalmacji w Czerniowcach | K   | 2011             |
|         | Drewniane cerkwie regionu karpackiego w Polsce i na Ukrainie (wspólnie z Polską) | K   | 2013             |
|         | Starożytne miasto Chersonez Taurydzki i jego Chora | K   | 2013             |
|         | Historyczne centrum Odessy (zagrożone) | K   | 2023             |

## Watykan(2)
| Zdjęcie | Nazwa | Typ | Data wpisu |
| ------- | --- | --- | ---------- |
|         | Historyczne centrum Rzymu, eksterytorialne posiadłości Watykanu w Rzymie i bazylika św. Pawła za Murami (San Paolo Fuori le Mura) – wspólnie z Włochami | K   | 1980, 1990 |
|         | Miasto Watykan | K   | 1984       |

## Węgry(8)
| Zdjęcie | Nazwa | Typ | Data wpisu |
| ------- | --- | --- | ---------- |
|         | Budapeszt – panorama nabrzeży Dunaju (m.in. Góra Gellerta), dzielnica zamkowa w Budzie i Andrássy út                               | K   | 1987, 2002 |
|         | Wieś Hollókő | K   | 1987       |
|         | Jaskinie Krasu Węgierskiego (Aggtelek) i Krasu Słowackiego oraz Dobszyńska Jaskinia Lodowa w Słowackim Raju – wspólnie ze Słowacją | P   | 1995, 2000 |
|         | Opactwo benedyktyńskie Pannonhalma i jego otoczenie                                                                                | K   | 1996       |
|         | Puszta – Park Narodowy Hortobágy                                                                                                   | K   | 1999       |
|         | Cmentarz wczesnochrześcijański w Peczu                                                                                             | K   | 2000       |
|         | Krajobraz kulturowy Jeziora Fertö/Nezyderskiego – wspólnie z Austrią                                                               | K   | 2001       |
|         | Krajobraz kulturowy Tokaju | K   | 2002       |

## Wielka Brytania(35, w tym 4 w terytoriach zależnych)
| Zdjęcie | Nazwa | Typ  | Data wpisu       |
| ------- | --- | ---- | ---------------- |
|         | Wyspa St Kilda (Hebrydy) na Oceanie Atlantyckim, z rezerwatem ptaków                                                                             | K, P | 1986, 2005       |
|         | Grobla Olbrzyma (ang. Giant’s Causeway) i bazaltowe wybrzeże północnej Irlandii                                                                  | P    | 1986             |
|         | Zamek oraz klasztor z katedrą w Durham z XI–XII wieku                                                                                            | K    | 1986             |
|         | Stonehenge, Avebury i pobliskie miejsca kultowe                                                                                                  | K    | 1986             |
|         | Park Studley Royal i ruiny opactwa w Fountains                                                                                                   | K    | 1986             |
|         | Wąwóz Ironbridge – pierwszy most żeliwny w Anglii nad rzeką Severn w miejscowości Coalbrookdale                                                  | K    | 1986             |
|         | Warowne zamki i mury obronne króla Edwarda I w dawnym księstwie Gwynedd                                                                          | K    | 1986             |
|         | Pałac i Opactwo Westminsterskie oraz kościół św. Małgorzaty w Londynie                                                                           | K    | 1987             |
|         | Granice Cesarstwa Rzymskiego – Wał Hadriana, Mur Antoninusa i rzymski limes w Niemczech – wspólnie z Niemcami                                    | K    | 1987, 2005, 2008 |
|         | Pałac w Blenheim | K    | 1987             |
|         | Zabytkowe miasto Bath | K    | 1987             |
|         | Katedra, Opactwo św. Augustyna i romańsko-gotycki kościół św. Marcina w Canterbury                                                               | K    | 1988             |
|         | Twierdza Tower w Londynie | K    | 1988             |
|         | Wyspa Hendersona wchodząca w skład kolonii Pitcairn, bezludna wyspa pochodzenia wulkanicznego                                                    | P    | 1988             |
|         | Stare i Nowe Miasto w Edynburgu | K    | 1995             |
|         | Rezerwat przyrody na wyspie Gough, wchodzącej w skład Świętej Heleny – ptactwo morskie i endemiczne gatunki roślin                               | P    | 1995             |
|         | Zabytki Greenwich, łącznie z królewskim obserwatorium                                                                                            | K    | 1997             |
|         | Neolityczne stanowiska archeologiczne na Orkadach – Skara Brae, Maes Howe i inne                                                                 | K    | 1999             |
|         | Krajobraz przemysłowy Blaenavon w Walii | K    | 2000             |
|         | Miasto zabytkowe St. George’s i związane z nim fortyfikacje na Bermudach                                                                         | K    | 2000             |
|         | Wybrzeże Jurajskie (wschodnie wybrzeże klifowe hrabstwa Devon i hrabstwa Dorset)                                                                 | P    | 2001             |
|         | Osada przemysłowa z XIX wieku w Saltaire (West Yorkshire)                                                                                        | K    | 2001             |
|         | New Lanark w Szkocji – osada związana z działalnością Roberta Owena                                                                              | K    | 2001             |
|         | Zakłady przemysłowe w dolinie rzeki Derwent w środkowej Anglii                                                                                   | K    | 2001             |
|         | Królewskie Ogrody Botaniczne Kew | K    | 2003             |
|         | Liverpool – miasto floty handlowej; obejmuje m.in. Pier Head                                                                                     | K    | 2004             |
|         | Krajobraz górniczy Kornwalii i Zachodniego Devonu                                                                                                | K    | 2006             |
|         | Akwedukt i kanał Pontcysyllte | K    | 2009             |
|         | Forth Bridge | K    | 2015             |
|         | Kompleks Jaskini Gorhama | K    | 2016             |
|         | Lake District w Anglii | K    | 2017             |
|         | Obserwatorium Jodrell Bank | K    | 2019             |
|         | Wielkie miasta uzdrowiskowe Europy – wpis transgraniczny położony na terenie Austrii, Belgii, Czech, Francji, Niemiec, Włoch i Wielkiej Brytanii | K    | 2021             |
|         | Krajobraz łupkowy w północno-zachodniej Walii | K    | 2021             |
|         | Osady braci morawskich – wpis transgraniczny wraz z Danią, Niemcami i USA                                                                        | K    | 2024             |
|         | Flow Country | P    | 2024             |

## Włochy(60)
| Zdjęcie | Nazwa | Typ | Data wpisu |
| ------- | --- | --- | ---------- |
|         | Rysunki naskalne w Val Camonica | K   | 1979       |
|         | Kościół i klasztor dominikanów Santa Maria delle Grazie z „Ostatnią Wieczerzą” Leonarda da Vinci w Mediolanie (K) | K   | 1980       |
|         | Historyczne centrum Rzymu, eksterytorialne posiadłości Watykanu w Rzymie i bazylika św. Pawła za Murami (San Paolo Fuori le Mura) – wspólnie z Watykanem | K   | 1981, 1990 |
|         | Zespół zabytkowy we Florencji | K   | 1982       |
|         | Plac Katedralny (Piazza del Duomo) w Pizie | K   | 1987       |
|         | Wenecja wraz z laguną | K   | 1987       |
|         | Zespół zabytkowy w San Gimignano | K   | 1990       |
|         | Sassi w Materze | K   | 1993       |
|         | Vicenza i wille palladiańskie w regionie Veneto | K   | 1994, 1996 |
|         | Zespół zabytkowy w Neapolu | K   | 1995       |
|         | Miasto przemysłowe Crespi d’Adda | K   | 1995       |
|         | Renesansowe miasto Ferrara i delta Padu | K   | 1995, 1999 |
|         | Zespół zabytkowy w Sienie | K   | 1995       |
|         | Zespół zabytkowy w Pienzy | K   | 1996       |
|         | Zabytki wczesnochrześcijańskie w Rawennie | K   | 1996       |
|         | Trulli w Alberobello | K   | 1996       |
|         | Zamek Castel del Monte | K   | 1996       |
|         | Costiera Amalfitana | K   | 1997       |
|         | Pałac Królewski w Casercie (z XVIII wieku), wraz z parkiem, akweduktem Vanvitellego i zespołem San Leucio | K   | 1997       |
|         | Su Nuraxi w Barumini (Sardynia) | K   | 1997       |
|         | Ogród botaniczny w Padwie (Orto Botanico) | K   | 1997       |
|         | Katedra, Torre Civica i Piazza Grande w Modenie | K   | 1997       |
|         | Villa Romana del Casale | K   | 1997       |
|         | Rezydencje królewskie dynastii sabaudzkiej w Turynie i okolicach | K   | 1997       |
|         | Portovenere, Cinque Terre i wyspy (Palmaria, Tino i Tinetto) | K   | 1997       |
|         | Zespoły archeologiczne – Pompeje, Herkulanum i Torre Annunziata | K   | 1997       |
|         | Strefa archeologiczna w Agrigento | K   | 1997       |
|         | Strefa archeologiczna i Bazylika Matki Bożej Wniebowziętej w Akwilei | K   | 1998       |
|         | Zespół zabytkowy w Urbino | K   | 1998       |
|         | Park Narodowy Cilento i Vallo di Diano oraz stanowiska archeologiczne Paestum i Velia oraz Certosa di Padula | K   | 1998       |
|         | Willa Hadriana w Tivoli | K   | 1999       |
|         | Asyż, bazylika franciszkańska i inne zabytki franciszkańskie | K   | 2000       |
|         | Miasto Werona | K   | 2000       |
|         | Wyspy Liparyjskie | P   | 2000       |
|         | Villa d’Este w Tivoli | K   | 2001       |
|         | Miasta późnego baroku w dolinie Noto (południowo-wschodnia Sycylia) | K   | 2002       |
|         | Sacri Monti w Piemoncie i Lombardii | K   | 2003       |
|         | Monte San Giorgio (wpis transgraniczny wraz ze Szwajcarią) | P   | 2003, 2010 |
|         | Val d’Orcia | K   | 2004       |
|         | Etruskie nekropolie w Cerveteri i Tarkwinii | K   | 2004       |
|         | Syrakuzy i skalna nekropolia w Pantalica | K   | 2005       |
|         | Genua – część historycznego centrum z zespołem późnorenesansowych i barokowych rezydencji, położonych wzdłuż Le Strade Nuove | K   | 2006       |
|         | Mantua i Sabbioneta | K   | 2008       |
|         | Linie kolei retyckiej przez przełęcze Albula i Bernina (wpis transgraniczny ze Szwajcarią) | K   | 2008       |
|         | Dolomity | P   | 2009       |
|         | Longobardowie we Włoszech. Ośrodki władzy, 568–774 n.e. | K   | 2011       |
|         | Prehistoryczne osady na palach (wspólnie z Austrią, Francją, Niemcami, Słowenią, Szwajcarią) | K   | 2011       |
|         | Etna | P   | 2013       |
|         | Wille i ogrody Medyceuszy w Toskanii | K   | 2013       |
|         | Krajobraz winnic Piemontu – Langhe-Roero i Monferrato | K   | 2014       |
|         | Arabsko-normańskie Palermo i katedry Cefalù i Monreale | K   | 2015       |
|         | Pradawne i pierwotne lasy bukowe Karpat i innych regionów Europy – wpis transgraniczny położony na terenie Albanii, Austrii, Belgii, Bośni i Hercegowiny, Bułgarii, Chorwacji, Czech, Francji, Hiszpanii, Macedonii Północnej, Niemiec, Polski, Rumunii, Słowacji, Słowenii, Szwajcarii, Ukrainy i Włoch | P   | 2017, 2021 |
|         | Weneckie dzieła obronne z okresu XVI i XVII wieku: Stato da Terra – zachodnie Stato da Mar – wpis transgraniczny położony na terenie Włoch, Czarnogóry i Chorwacji | K   | 2017       |
|         | Ivrea – miasto przemysłowe XX wieku | K   | 2018       |
|         | Wzgórza prosecco w Conegliano i Valdobbiadene | K   | 2019       |
|         | Wielkie miasta uzdrowiskowe Europy – wpis transgraniczny położony na terenie Austrii, Belgii, Czech, Francji, Niemiec, Włoch i Wielkiej Brytanii | K   | 2021       |
|         | XIV-wieczne cykle fresków w Padwie | K   | 2021       |
|         | Podcienia Bolonii | K   | 2021       |
|         | Ewaporacyjny kras i jaskinie Apeninów Północnych | P   | 2023       |
|         | Via Appia. Regina viarum | K   | 2024       |
|         | Tradycja pogrzebowa prehistorycznej Sardynii - domus de janas | K   | 2025       |

## Obiekty skreślone
- 2009 – Krajobraz kulturowy doliny Łaby w okolicach Drezna w Niemczech (K) (wpisany 2004),
- 2021 – Liverpool – miasto floty handlowej; obejmuje m.in. Pier Head (K) (wpisany 2004)[1]